# Ključavničarska ulica (Maribor)
Ključavničarska ulica (Schlossergasse) ist der Name einer Straße im Stadtteil Lent, Maribor, Slowenien.

## Geschichte
Der älteste dokumentierte Name dieser Gasse, Schlossergasse taucht im 17. Jahrhundert auf. 1919 wurde der Name in Ključavničarska ulica Straße geändert. Nach der deutschen Besetzung 1941 wurde die deutsche Straßenbezeichnung wieder genutzt. Im Mai 1945 erhielt die Straße endgültig den slowenischen Namen Ključavničarska. Der Name Ključavničarska ulica geht auf die Schlosserwerkstatt zurück, die sich viele Jahre lang im Haus Nr. 3 befand.

## Lage
Die Straße verläuft von der Ulica kneza Koclja nach Süden zur Židovska ulica.